# Patrick Chan
Patrick Chan (* 31. Dezember 1990 in Ottawa, Ontario) ist ein ehemaliger kanadischer Eiskunstläufer, der im Einzellauf startete. Er ist der Weltmeister von 2011, 2012 und 2013 und der Vier-Kontinente-Meister von 2009, 2012 und 2016.

## Karriere

### Herkunft und erste Erfolge

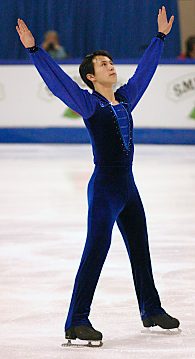
Patrick Chan bei der Junioren-WM 2005

Chan wurde 1990 als einziges Kind chinesischer Eltern in Kanada geboren. Seine Mutter, eine frühere Labortechnikerin, emigrierte in ihren Zwanzigern für Studienzwecke von Hongkong nach Montreal, sein Vater bereits im Alter von vier Jahren nach Ottawa. Beide Elternteile gingen verschiedenen Sportarten wie Skifahren, Tennis, Kampfsport und dem Tanz nach, der Vater, Anwalt und Stabschef des provinziellen Ministers für Bürgerrecht und Zuwanderung, hatte unter anderem lokalen Erfolg als Tischtennisspieler. Nach dem Umzug von Ottawa nach Toronto begann Chan im Alter von sechs Jahren auf Drängen seiner Mutter mit dem Eiskunstlaufen im hiesigen Granite Club, in Vorbereitung für den Eishockey-Sport. Er fand aber Gefallen an der Sportart und blieb dabei, obwohl Chan auch als guter Skifahrer galt und bereits mit zwei Jahren diesem Sport nachgegangen war.
Trainiert wurde Chan von Ellen Burka und Osborne Colson (1916–2006), der unter anderem mit den früheren kanadischen Weltmeistern Barbara Ann Scott und Donald Jackson zusammengearbeitet hatte. Er machte national erstmals im Jahr 2003 auf sich aufmerksam, als er den kanadischen Meistertitel der „Vor-Anfänger“ („pre-novice“) gewann. Ein Jahr später triumphierte Chan bei den Meisterschaften der „Anfänger“ („Novice“). Nach dem Gewinn des kanadischen Meistertitels der Junioren im Jahr 2005 erhielt der 14-Jährige die Einladung, an den Juniorenweltmeisterschaften im kanadischen Kitchener teilzunehmen. Als jüngster Teilnehmer errang Chan beim Sieg des drei Jahre älteren Japaners Nobunari Oda einen siebten Platz. In den folgenden Jahren hatte er oft unter Burnout-Phasen zu leiden, die er mit anderen Sportarten wie Tennis oder Golf zu kompensieren versuchte.
In der Saison 2005/2006 nahm Chan am Junior Grand Prix teil. Er gewann den Wettbewerb in Montreal und belegte beim Wettkampf in der Slowakei und im Junior-Grand-Prix-Finale einen vierten beziehungsweise fünften Rang. Ebenfalls gab er sein Debüt in der Seniorenklasse bei den kanadischen Meisterschaften, wo er beim Sieg seines acht Jahre älteren Landsmanns Jeffrey Buttle einen siebten Platz belegte. Bei den darauf folgenden Juniorenweltmeisterschaften im slowenischen Ljubljana verbesserte sich im Vergleich zum Vorjahr auf einen sechsten Rang, obwohl er nach dem Kurzprogramm noch auf dem Bronze-Platz gelegen hatte. Im Juli 2006 verstarb Chans langjähriger Trainer Osborne Colson, der ihn auch bei seinem Auftreten in der Öffentlichkeit und Ernährungsfragen unterstützt hatte. Chan, der im Sommer 2006 den vierfachen Toeloop stand und am dreifachen Axel arbeitete, wechselte nach der Zusammenarbeit mit der Japanerin Shin Amano im Jahr 2007 zu Trainer Don Laws, der so bekannte Läufer wie den früheren US-amerikanischen Olympiasieger Scott Hamilton und dessen Landsmann Michael Weiss zu seinen Schützlingen gezählt hatte.

### Wechsel zu den Senioren
In der Saison 2006/2007 wechselte der 15-jährige Chan zu den Senioren, wo er bei der Pariser Trophée Eric Bompard seinen Einstand gab. Mit einem modernen Kurzprogramm zur Musik von Klaus Badelt beziehungsweise einer klassischen Kür (Antonio Vivaldis Vier Jahreszeiten) erreichte er beim Sieg des späteren französischen Welt- und Europameisters Brian Joubert einen fünften Platz. Daraufhin trat er auch bei der NHK Trophy 2006 im japanischen Nagano an und erreichte eine weitere Top-Ten-Platzierung (7. Platz), während Chan bei den kanadischen Meisterschaften der Senioren nur Rang fünf belegte. Dafür gewann er bei der Junioren-WM in Oberstdorf mit der Silbermedaille hinter dem US-Amerikaner Stephen Carriere die erste Herren-Einzelmedaille seit 23 Jahren für Kanada.

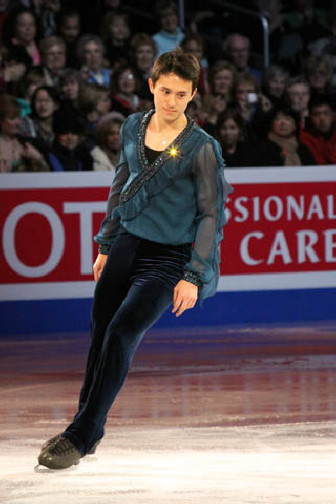
Chan beim Schaulaufen zur WM 2009

Der sportliche Durchbruch für Chan stellte sich in der folgenden Saison 2007/2008 ein, in der er sein Kurzprogramm auf die Musik des chinesischen Komponisten Tan Dun umstellte und seinen dreifachen Axel perfektionierte. Bei Skate America, dem ersten Grand-Prix-Wettbewerb, belegte der Kanadier noch hinter dem Japaner Daisuke Takahashi und dem US-Amerikaner Evan Lysacek einen dritten Platz. Bei der Trophée Eric Bompard setzte sich der 16-jährige Kanadier schließlich mit Bestleistung (bei Fehlen Brian Joubert) gegen den späteren russischen Meister Sergei Woronow und den Franzosen Alban Préaubert durch. Nach einem fünften Platz im Grand-Prix-Finale gewann Chan 2008 als jüngsten Läufer auch den kanadischen Meistertitel der Senioren gegen seinen acht Jahre älteren Landsmann Jeffrey Buttle. Bei den folgenden Weltmeisterschaften im März im schwedischen Göteborg kam er bei einem Sieg von Buttle nicht über einen neunten Platz hinaus, nachdem er im Kurzprogramm und der Kür die Ränge sieben und elf belegt hatte.
In der Saison 2008/2009 konnte Chan an frühere Erfolge anknüpfen. Er stellte sein Programm mit seinem Trainer Donald Laws und seiner Choreographin Lori Nichol auf Vanessa-Maes Interpretation von Walter Taiebs Tango de los Exilados (Kurzprogramm) und Sergei Rachmaninows Cello Sonate beziehungsweise das 2. Klavierkonzert (Kür) um und gewann den Skate-Canada-Wettbewerb, wiederholte seinen Sieg bei der Trophée Eric Bompard und belegte beim Grand-Prix-Finale im südkoreanischen Goyang einen fünften Platz. Es folgte in Abwesenheit des zurückgetretenen Weltmeisters Jeffrey Buttle der Titelgewinn bei den kanadischen Meisterschaften und der Sieg bei den Vier-Kontinente-Meisterschaften in Vancouver vor Evan Lysacek und dem Japaner Takahiko Kozuka. Mit einer Punktzahl von 249,19 erreichte er sein bis dahin beste Ergebnis bei einem internationalen Wettbewerb.
Als Medaillenkandidat bei den Welttitelkämpfen in Los Angeles gehandelt, musste sich Chan nur Evan Lysacek geschlagen geben und gewann mit Silber seine erste WM-Medaille bei den Senioren. Nach dem Rücktritt von Jeffrey Buttle galt Chan in Kanada als Medaillenhoffnung für die Olympischen Winterspiele 2010 im heimischen Vancouver und wurde durch seine frühen Erfolge mit so bekannten Landsleuten wie Browning oder Brian Orser verglichen. Im Vorfeld hatte der Kanadier die Laufstile seiner Konkurrenten Jewgeni Pljuschtschenko und Brian Joubert, die auf Vierfachsprünge vertrauten, als altmodisch kritisiert. Stattdessen pries Chan seinen künstlerischen Stil, bei dem er mehr Wert auf die Übergänge und Tanzsequenzen legte, als jenen der Zukunft an. Dieser wurde nach Einführung eines neuen Wertungssystems in der Saison 2004/05 höher bewertet. Zwar konnte Chan bei den Olympischen Spielen mit Rang fünf die heimischen Erwartungen nicht erfüllen, doch siegte mit dem Amerikaner Lysacek ebenfalls ein mehr am künstlerischen Laufstil orientierter Sportler, vor dem sprungstarken Pljuschtschenko. Rückblickend habe er aber zu dieser Zeit nur 60 Prozent seines sportlichen Leistungsniveaus abgerufen, so Chan im April 2011.
Bei den Eiskunstlauf-Weltmeisterschaften 2010 in Turin konnte Chan erneut die Silbermedaille gewinnen, diesmal hinter Daisuke Takahashi, erringen. Wie schon im Vorjahr wies seine Kür keinen der obligatorischen Vierfachsprünge aus. Ab dem 8. Januar 2011 gab er einen Trainerwechsel bekannt. Von da an trainierte er bei Lori Nichol, seiner langjährigen Choreografin, und bei Christy Krall, einer technischen Spezialistin, in Colorado.

### Erste Vierfach-Sprünge und Weltrekorde

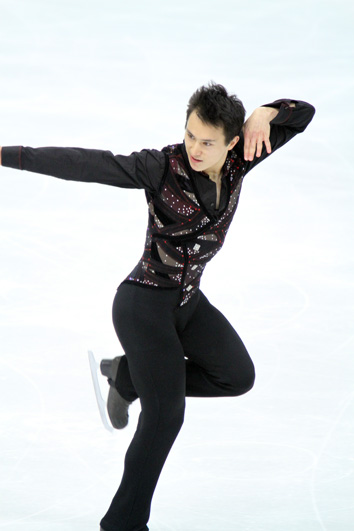
Chan während des Kurzprogramms bei der WM 2010

Im Dezember 2010 gewann Chan das Grand-Prix-Finale mit einer neuen persönlichen Bestleistung von 259,75 Punkten. Einen Monat später wurde er zum vierten Mal in Folge kanadischer Meister. Dabei zeigte er in seiner Kür zur Musik von Andrew Lloyd Webbers Phantom der Oper erstmals zwei vierfache Toeloops. Mit 285,85 Punkten stellte er einen neuen nationalen Rekord auf. Dieser Wert hätte auch den drei Jahre alten Weltrekord von Daisuke Takahashi um über 20 Punkte verbessert, wäre er bei einem von der ISU anerkannten internationalen Wettbewerb gelaufen worden. Chan verzichtete auf einen Start bei der Vier-Kontinente-Meisterschaft, die Daisuke Takahashi gewann. In dieser Saison sprach Chan davon, den Eiskunstlauf über Jahre dominieren zu wollen und gab die erfolgreichen Sportler Roger Federer, Peyton Manning und Tiger Woods als Vorbilder an. Mit Kathy Johnson, Juilliard-School-Absolventin und Lehrerin im Modern Dance hatte er ab Sommer 2010 versucht, dem Ideal des Balletttänzers Mikhail Baryshnikov näher zu kommen. Chan arbeitete mit der Eiskunstlauf-erfahrenen Johnson unter anderem an seiner Körperhaltung, Atmung sowie Vorbereitung auf jedes Element.
Bei der Ende April 2011 stattfindenden Weltmeisterschaft, die aufgrund eines schweren Erdbebens in Japan nach Moskau verlegt wurde, bot der favorisierte 20-Jährige seine bisher beste Darbietung in einem Kurzprogramm. Zu seiner Jazz-Interpretation Take Five stand Chan eine Kombination aus Vierfach-Toeloop/Dreifach-Toeloop, einen dreifachen Axel und einen dreifachen Flip, woraufhin er mit 93,02 Punkten den bei der Europameisterschaft 2010 aufgestellten Weltrekord von Jewgeni Pljuschtschenko (91,30) überbot. Mit einer fast fehlerfreien Kür zu Andrew Lloyd Webbers Phantasia, die ebenfalls die Toeloop-Kombination beinhaltete, gewann er auch die Kürwertung mit einem Weltrekord von 187,96 Punkten vor dem Japaner Takahiko Kozuka und dem Russen Artur Gatschinski. Mit 280,98 Punkten überbot Chan den 2008 erzielten Weltrekord des Japaners Takahashi um 16,57 Punkte.
Bei der Weltmeisterschaft 2012 in Nizza gelang Patrick Chan die Titelverteidigung. Trotz ersten Plätzen in Kurzprogramm und Kür war der Punktevorsprung im Vergleich zu seinem überragenden Sieg im Vorjahr geringer. Dies war vor allem zwei Fehlern in seiner Kür zur Musik von Joaquín Rodrigos Concierto de Aranjuez geschuldet. Als Chan bereits zwei vierfache Toeloops (einen davon in einer Vierfach-Dreifach-Toeloop-Kombination) sowie einen dreifachen Axel gestanden hatte, patzte er bei seiner Dreifach-Lutz-Halber-Toeloop-Dreifach-Salchow-Kombination und verpasste den doppelten Axelsprung komplett. Schon in der gesamten Saison hatte Chan Probleme mit dem Lutz gehabt, diesmal führte die wackelige Landung zur Unmöglichkeit der perfekten Ausführung der darauffolgenden beiden Sprünge in der Kombination. Das Auslassen seines Axels begründete Chan mit dem Rückstand hinter der Musik, den er aufholen musste und somit den Eingang des Sprungs übereilte. Am Ende bekam Chan neben dem Einpunkteabzug für den Sturz auch einen Punkt Abzug für das Überschreiten der Zeit. Am Ende lag er 6,45 Punkte vor Daisuke Takahashi. Für Chan hatte der Tag des Gewinns seines zweiten WM-Titels noch eine emotionale Komponente, denn es war der Tag an dem Osborne Colson, der ihm das Eiskunstlaufen beigebracht hatte, Geburtstag gehabt hätte.
Nachdem Chan seinen sechsten nationalen Meistertitel errungen hatte, wurde er 2013 im kanadischen London zum dritten Mal in Folge Weltmeister. Im Kurzprogramm stellte er mit 98,37 Punkten einen neuen Weltrekord auf. Mit einem Vorsprung von fast sieben Punkten auf den Kasachen Denis Ten ging er daraufhin in die Kür. Er eröffnete diese eindrucksvoll mit einer Vierfach-Dreifach-Toeloop-Kombination und einem einzelnen vierfachen Toeloop. Danach stürzte er jedoch beim dreifachen Lutz und dreifachen Axel und machte zahlreiche weitere Fehler in seinen Sprüngen. Dennoch reichte es am Ende noch mit einem Punkt Vorsprung auf Ten zu Gold.
Seine eigenen Weltrekorde abermals überbieten konnte Chan bei der Trophée Eric Bompard im November 2013: Nach einer fehlerfreien Kür mit zwei vierfachen Toeloops und sieben Dreifachsprüngen, welche mit 196,75 Punkten honoriert wurde, erreichte er mit einer Gesamtpunktzahl von 295,27 Punkten den ersten Platz.
Im Februar 2018 nahm Chan an seinen dritten Olympischen Winterspielen teil. In Pyeongchang gewann er mit Kanada die Goldmedaille im Teamwettbewerb, im Einzelwettbewerb der Männer wurde er Neunter.

### Nach dem Rücktritt
Nachdem er im April 2018 seinen Rücktritt vom aktiven Wettkampf verkündet hatte, schlug Chan eine Laufbahn als Trainer ein. Gegenwärtig arbeitet er in Vancouver.

### Privatleben
Patrick Chan, der die Eiskunstlauf-Weltmeister Kurt Browning und Todd Eldredge zu seinen Vorbildern zählt, lebt in Toronto. Er startet für den dort beheimateten Granite Club. Nachdem er früher abwechselnd in Kanada und Florida trainiert hatte, ist sein aktueller Trainingsort das US-amerikanische Colorado Springs, Colorado, wo er bis zu 21 Stunden die Woche auf dem Eis verbringt. In Colorado wurde Chan auch an einer Universität angenommen, die es ihm erlaubt neben dem Sport Außenwirtschaftstheorie studierten zu können. Ausschlag dazu, sich nach zwei Jahren Pause wieder der Schule zu widmen, gab seine derzeitige Lebensgefährtin, die zwei Jahre ältere kanadische Eisschnellläuferin Anastasia Bucsis. Zuvor hatte Chan die französischsprachige Schule École secondaire Étienne-Brûlé besucht. Er spricht neben Englisch und Französisch auch Kantonesisch und gebrochen Mandarin. Zu seinen Hobbys zählt er unter anderem das Golfspielen, Mountainbiken sowie Tennis.
Im Januar 2008 wurde Chan vom chinesischen Kulturzentrum in Toronto der Chinese Canadian Youth of the Year award und wenig später vom Magazin Asia Network der Titel Asian of the Year in arts and sports verliehen.

## Ergebnisse

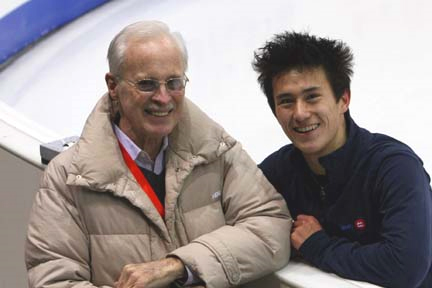
Chan gemeinsam mit seinem damaligen Trainer Don Laws beim Grand-Prix-Finale 2007

| Meisterschaft                    | 2004  | 2005  | 2006  | 2007  | 2008  | 2009  | 2010  | 2011  | 2012  | 2013  | 2014  | 2015  | 2016  | 2017  | 2018  |
| -------------------------------- | ----- | ----- | ----- | ----- | ----- | ----- | ----- | ----- | ----- | ----- | ----- | ----- | ----- | ----- | ----- |
| Olympische Winterspiele (Einzel) |       |       |       |       |       |       | 5.    |       |       |       | 2.    |       |       |       | 9.    |
| Olympische Winterspiele (Team)   |       |       |       |       |       |       |       |       |       |       |       |       |       |       | 1.    |
| Weltmeisterschaften              |       |       |       |       | 9.    | 2.    | 2.    | 1.    | 1.    | 1.    |       |       | 5.    | 5.    |       |
| Vier-Kontinente-Meisterschaften  |       |       |       |       |       | 1.    |       |       | 1.    |       |       |       | 1.    | 4.    |       |
| World Team Trophy                |       |       |       |       |       | 2.    |       |       | 3.    | 2.    | 2.    |       |       |       |       |
| Juniorenweltmeisterschaften      |       | 7.    | 6.    | 2.    |       |       |       |       |       |       |       |       |       |       |       |
| Kanadische Meisterschaften       | 1. N  | 1. J  | 7.    | 5.    | 1.    | 1.    | 1.    | 1.    | 1.    | 1.    | 1.    |       | 1.    | 1.    | 1.    |
| Grand-Prix-Wettbewerb            | 03/04 | 04/05 | 05/06 | 06/07 | 07/08 | 08/09 | 09/10 | 10/11 | 11/12 | 12/13 | 13/14 | 14/15 | 15/16 | 16/17 | 17/18 |
| Grand-Prix-Finale                |       |       |       |       | 5.    | 5.    |       | 1.    | 1.    | 3.    | 2.    |       | 4.    | 5.    |       |
| Skate America                    |       |       |       |       | 3.    |       |       |       |       |       |       |       |       |       |       |
| Skate Canada                     |       |       |       |       |       | 1.    | 6.    | 1.    | 1.    | 2.    | 1.    |       | 1.    | 1.    | 4.    |
| Cup of Russia                    |       |       |       |       |       |       | Z     | 2.    |       | 1.    |       |       |       |       |       |
| Trophée Eric Bompard             |       |       |       | 5.    | 1.    | 1.    |       |       | 1.    |       | 1.    |       | 5.    |       |       |
| NHK Trophy                       |       |       |       | 7.    |       |       |       |       |       |       |       |       |       |       |       |
| Cup of China                     |       |       |       |       |       |       |       |       |       |       |       |       |       | 1.    |       |

- Z = Zurückgezogen; N = Novice, J = Junioren

## Programme

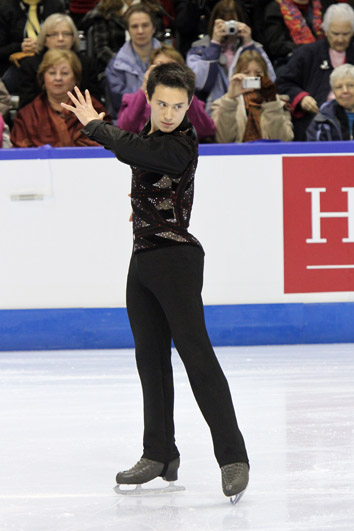
Chan im Jahr 2010

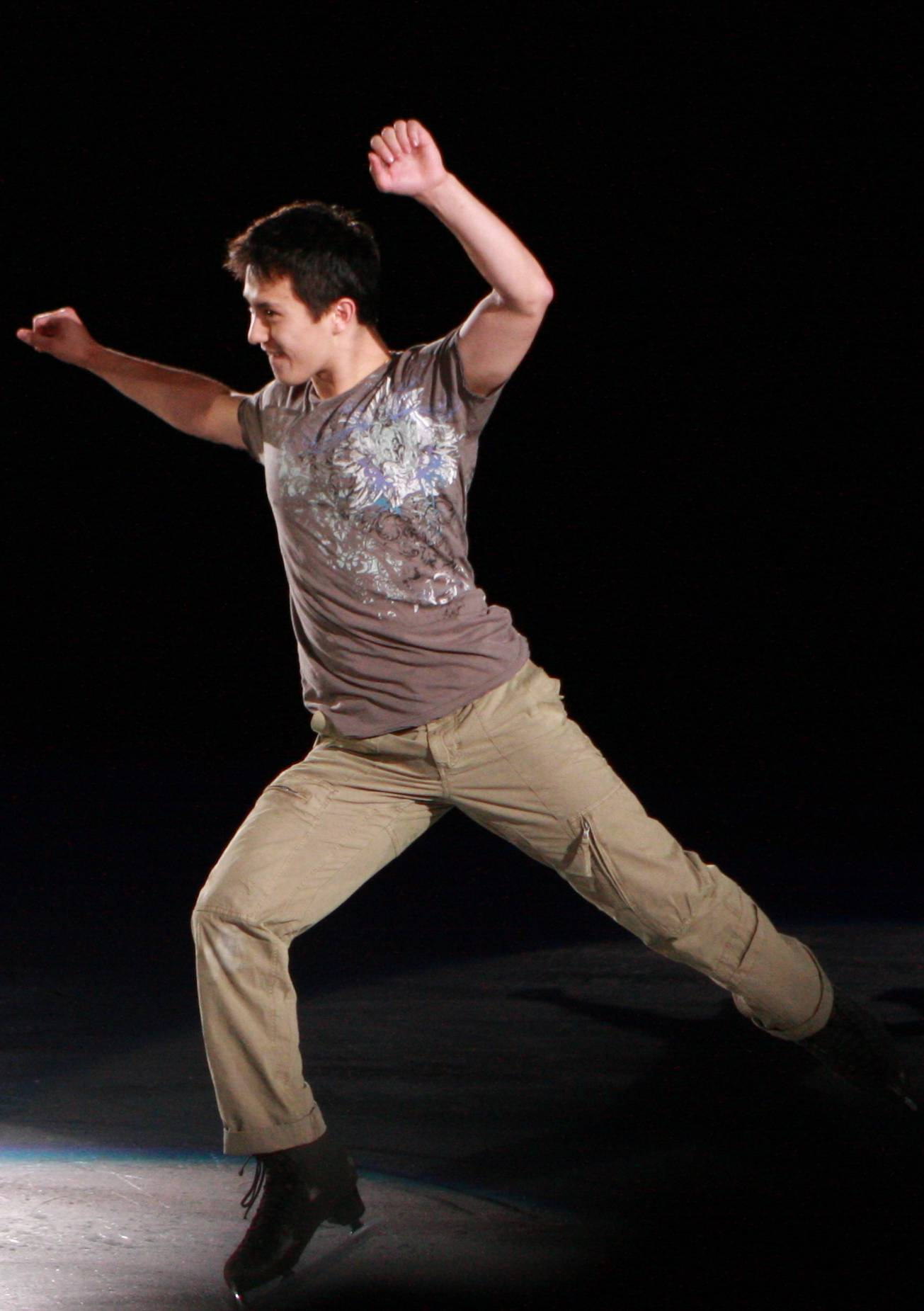
Der Kanadier bei der „Festa On Ice“ (2009)

| Saison    | Kurzprogramm                                                                                        | Kür | Schaulaufen |
| --------- | --------------------------------------------------------------------------------------------------- | --- | --- |
| 2011–2012 | Take Five von Paul Desmond choreografiert von Lori Nichol                                           | Concierto de Aranjuez von Joaquín Rodrigo choreografiert von Lori Nichol                                                                      | Elegie in E Flat Minor by Sergei Rachmaninoff choreografiert von Jeffrey Buttle Mannish Boy von Muddy Waters choreografiert von David WilsonMoondance von Van Morrison gesungen von Michael Bublé choreografiert von Lori Nichol |
| 2010–2011 | Take Five von Paul Desmond choreografiert von Lori Nichol                                           | Das Phantom der Oper – Phantasia von Andrew Lloyd Webber interpretiert von Julian Lloyd Webber und Sarah Chang choreografiert von Lori Nichol | Don’t Worry, Be Happy von Bobby McFerrin choreografiert von Lori Nichol |
| 2009–2010 | Tango de los Exilados von Walter Taieb interpretiert von Vanessa-Mae choreografiert von Lori Nichol | Das Phantom der Oper – Phantasia von Andrew Lloyd Webber interpretiert von Julian Lloyd Webber und Sarah Chang choreografiert von Lori Nichol | Yesterday von Michael Bolton choreografiert von Lori NicholViva la Vida von Coldplay choreografiert von Kurt Browning |
| 2008–2009 | Tango de los Exilados von Walter Taieb interpretiert von Vanessa-Mae                                | Allegro Scherzando & Andante aus der Cello Sonate Allegro Scherzando aus dem 2. Klavierkonzert von Sergei Rachmaninow                         | Time To Say Goodbye interpretiert von Andrea Bocelli |
| 2007–2008 | Exile to Snowy West and in the Bamboo Forest von Tan Dun                                            | Die vier Jahreszeiten von Antonio Vivaldi | Nessun dorma Yesterday von Michael Bolton |
| 2006–2007 | Gourmet Valse Tatare von Klaus Badelt                                                               | Auszüge aus Die vier Jahreszeiten von Antonio Vivaldi                                                                                         | Nessun dorma |
| 2005–2006 | La Represion von Lalo Schifrin Feline von E. van Dijken                                             | Guitar Concerto von John Williams Symphony No.2 Romantic von H. Hanson Romance from Concerto for Violin and Orchestra von E. Korngold         | |
| 2004–2005 | La Represion von Lalo Schifrin Feline von E. van Dijken                                             | Burn It All & You Go, We Go & Fahrenheit 451 aus dem Backdraft-Soundtrack von Hans Zimmer und Jay Rifkin                                      | |